# Vega
Vega (α Lyrae) je hvězda hlavní posloupnosti a nejjasnější hvězda souhvězdí Lyry. Označení v Bayerově katalogu je α Lyrae, latinizováno Alfa Lyrae, zkráceně Alfa Lyr, či α Lyr. Hvězda se nachází ve vzdálenosti 25,3 světelných let od Země a patří mezi Slunci nejbližší jasné hvězdy. Je pátou nejjasnější hvězdou noční oblohy a po Arcturu druhou nejjasnější hvězdou severní nebeské polokoule. Je též proměnnou hvězdou, která mírně mění jasnost.
Vega je jednou z nejstudovanějších hvězd. Okolo roku 12 tisíc před naším letopočtem se nacházela poblíž severního nebeského pólu a bude se poblíž něj znovu nacházet okolo roku 14 tisíc, kdy její deklinace bude +86 stupňů 14 minut, necelé 3 stupně od severního nebeského pólu díky precesi zemské osy. Vega byla po Slunci první hvězdou, která byla vyfotografována a bylo pořízeno její spektrum. Byla také jednou z prvních hvězd, jejichž vzdálenost byla odhadnuta pomocí paralaxy.
Vega je asi desetkrát mladší než Slunce, její stáří se odhaduje na 455 milionů let. Je však také 2,1krát hmotnější, a proto je její očekávaná životnost jen desetina očekávané životnosti Slunce. Obě hvězdy jsou zhruba v polovině svého života. Má velkou rychlost rotace, 236 km/s na rovníku. Proto je okolo rovníku vyboulená odstředivou silou a v důsledku toho teplota ve fotosféře hvězdy kolísá a dosahuje maxima v pólech. Ze Země je pozorována ve směru jednoho z pólů. Vega obsahuje neobvykle málo prvků s vyšším atomovým číslem než helium.
Vega tvoří spolu s nejjasnějšími hvězdami souhvězdí Labutě a Orla asterismus Letní trojúhelník.
Vzhledem k tomu, že její zdánlivá hvězdná velikost je blízká hodnotě 0m, byla od 18. století používána jako kalibrační hvězda pro definici stupnice hvězdných velikostí. Protože má velice ploché spektrum v oblasti viditelného a blízkého infračerveného záření, je stále standardem pro stanovování tzv. barevného indexu v systému UBVRI. Byla jednou hvězd použitých k definici nulového bodu pro UBV systém.
Vega je zřejmě obklopena cirkumstelárním diskem. Přestože kolem Vegy nebyly doposud objeveny žádné planety, nelze přítomnost planetárního systému zatím vyloučit. Mohou okolo ní obíhat menší, terestrické planety obíhající blíže ke hvězdě.

## Původ jména
Bayerovo označení hvězdy je α Lyrae (latinkou Alfa Lyrae). Tradiční název Vega (dříve Wega) pochází patrně z volné transliterace arabského slova wāqi, což znamená „padající“ nebo „přistávající“, prostřednictvím fráze an-nasr al-wāqi, „padající orel“.
V roce 2016 založila Mezinárodní astronomická unie pracovní skupinu pro pojmenování hvězd (WGSN), jejímž cílem je katalogizovat a standardizovat jména hvězd. První bulletin WGSN z července 2016 obsahoval tabulku prvních dvou skupin jmen schválených WGSN, kde bylo potvrzeno jméno Vega pro hvězdu α Lyrae.

## Pozorování

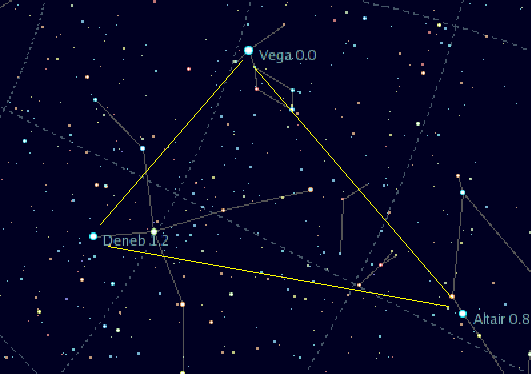
Letní trojúhelník, Vega nahoře

Na severní polokouli lze Vegu spatřit poblíž zenitu ve středních severních šířkách během večera v létě. Ve středních šířkách jižní polokoule je ve stejném období zima, a Vega se tam nachází nízko nad severním obzorem. S deklinací +38,78° nelze Vegu spatřit v zeměpisných šířkách jižně od 51. rovnoběžky. Nelze ji tedy spatřit v Antarktidě ani v nejjižnější části Jižní Ameriky, včetně Punta Arenas v Chile (53 stupňů jižní šířky). V zeměpisných šířkách severně od 51. rovnoběžky zůstává Vega nepřetržitě nad obzorem jako cirkumpolární hvězda. Kolem 1. července je Vega o půlnoci v zenitu, když v té době překročí meridián.
Každou noc se zdá, že se pozice hvězd díky rotaci Země mění. Když však hvězdu vidíme ve směru osy otáčení Země, zůstane ve stejné poloze, a proto se nazývá polární hvězda. Směr osy rotace Země se postupem času mění v procesu známém jako precese rovnodennosti. Úplný precesní cyklus trvá 25 770 let, během nichž severní nebeský pól sleduje kruhovou cestu přes nebeskou sféru, která prochází poblíž několika jasných hvězd. V současné době je polární hvězdou Polárka, ale okolo roku 12 000 před naším letopočtem jí byla a okolo roku 14 000 jí zase bude Vega.
Vega leží v jednom z vrcholů Letního trojúhelníku, rozlehlého asterismu, jehož zbylé vrcholy tvoří dvě hvězdy první velikosti, totiž Altair v souhvězdí Orla a Deneb v souhvězdí Labutě. Má přibližně tvar pravoúhlého trojúhelníku, přičemž Vega leží v jeho pravém úhlu. Letní trojúhelník lze na severním nebi dobře rozeznat, protože v jeho okolí je málo dalších jasných hvězd.

## Etymologie a kulturní význam
Jméno hvězdy je patrně odvozeno z arabského Al Nesr al Waki النسر الواقع, které se poprvé objevilo ve hvězdném katalogu Al Achsasi al Mouakketa a bylo přeloženo do latiny jako Vultur cadens, padající sup. Souhvězdí ve starověkém Egyptě bylo částí souhvězdí představujícího supa či orla, stejně tak ve starověké Indii. Arabské jméno se pak objevilo v západním světě v Alfonsinských tabulkách, sestavených mezi lety 1215 a 1270 na objednávku kastilského krále Alfonse X. Středověké astroláby v Anglii a západní Evropě pro ni používaly jména Wega a Alvaca a zobrazovaly ji a Altaira jako ptáky.
Mezi obyvateli severní Polynésie byla Vega známa jako whetu o te tau, novoroční hvězda. V určité fázi jejich historie Vega oznamovala začátek nového roku, kdy byla půda připravena k setí. Tuto funkci však postupně převzaly Plejády.
Asyřané pojmenovali hvězdu Dayan-same, což znamenalo „soudce nebe“, zatímco v Akkadu byla Tir-annou, „životem nebe“. V babylonské astronomii byla Vega jednou z hvězd označovaných jako Dilgan, „Poslové světla“. Pro starověké Řeky představovalo souhvězdí Lyry Orfeovu harfu a Vega byla její rukojetí. V Římské říši byl začátek podzimu založen na hodině v říši, kdy Vega zapadala pod obzor.
V čínské astronomii je Vega součástí hvězdného obrazce Tkadlena (織女, Č’-nü), do něhož patří i ε Lyrae a ζ1 Lyrae. Čínské jméno pro Vegu je První hvězda tkadleny (織女 一, Č’-nü i). V čínské mytologii existuje milostný příběh připomínaný o svátku Čchi-si (七夕) sedmý den sedmého měsíce čínského kalendáře, ve kterém pasáček Niou-lang (牛郎, Altair) a jeho dvě děti (β Aquilae a γ Aquilae) jsou odděleny od své matky Č’-nü, žijící na druhé straně řeky, představované Mléčnou dráhou. Jednou za rok, sedmý den sedmého měsíce čínského kalendáře, se pomocí ptáků vytvoří most, takže Niou-lang a Č’-nü mohou být opět na krátkou dobu spolu. Na této legendě je také založen japonský svátek Tanabata, v němž se tkadlena/Vega jmenuje Orihime a pasáček/Altair Hikoboši.
V zoroastrismu byla Vega někdy spojována s Vanantem, menším božstvem, jehož jméno znamená „dobyvatel“.
Domorodí obyvatelé Boorongu na severozápadě australské Viktorie ji pojmenovali Neilloan, „letící tabon“.
V hinduistické mytologii je Vega nazývána Abhijit a je zmíněna v Mahábháratě: Souhvězdí Krittika (Plejády), soupeříce s Abhijitem (Vegou), šlo k Vaně (letnímu slunovratu), aby prohřálo léto. Hvězda Abhijit pak sestoupila po obloze. P. V. Vartak se domnívá, že sestup Abhijita a vzestup Krittiky by mohly odkazovat na postupné vzdalování Vegy od nebeského pólu počínaje rokem 12 000 před naším letopočtem.
Středověcí astrologové považovali Vegu za jednu z Behenských hvězd a spojovali ji s olivínem a rostlinou saturejkou horskou. Cornelius Agrippa označoval svoje kabalistické znamení  jako Vultur cadens, což je doslovný latinský překlad arabského jména. Středověké hvězdné mapy užívaly pro Vegu rovněž alternativní jména Waghi, Vagieh a Veka.
W. H. Audenova báseň z roku 1933 „Letní noc (Geoffreyovi Hoylandovi)“ začíná slavným dvojverším: „Venku na trávníku ležím v posteli / s nápadnou Vegou nad hlavou“.
Vega se stala první hvězdou, po které byl pojmenován automobil, modely řady Facel Vega francouzské automobilky Facel se vyráběly od roku 1954. V USA automobilka Chevrolet vyráběla modely s názvem Vega od roku 1971. Další dopravní prostředky se jménem Vega zahrnují nosné rakety Vega provozované francouzskou společností Arianespace a letadla Lockheed Vega.
Jméno Vega nesl také pořad pro děti a mládež vysílaný Československou a později Českou televizí od roku 1987 do roku 1995.

## Historie pozorování

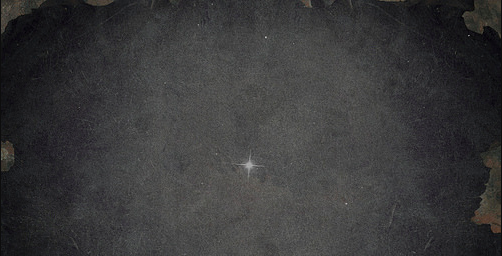
První fotografie Vegy i hvězdy (jiné než Slunce) vůbec, pořízena 17. července 1850

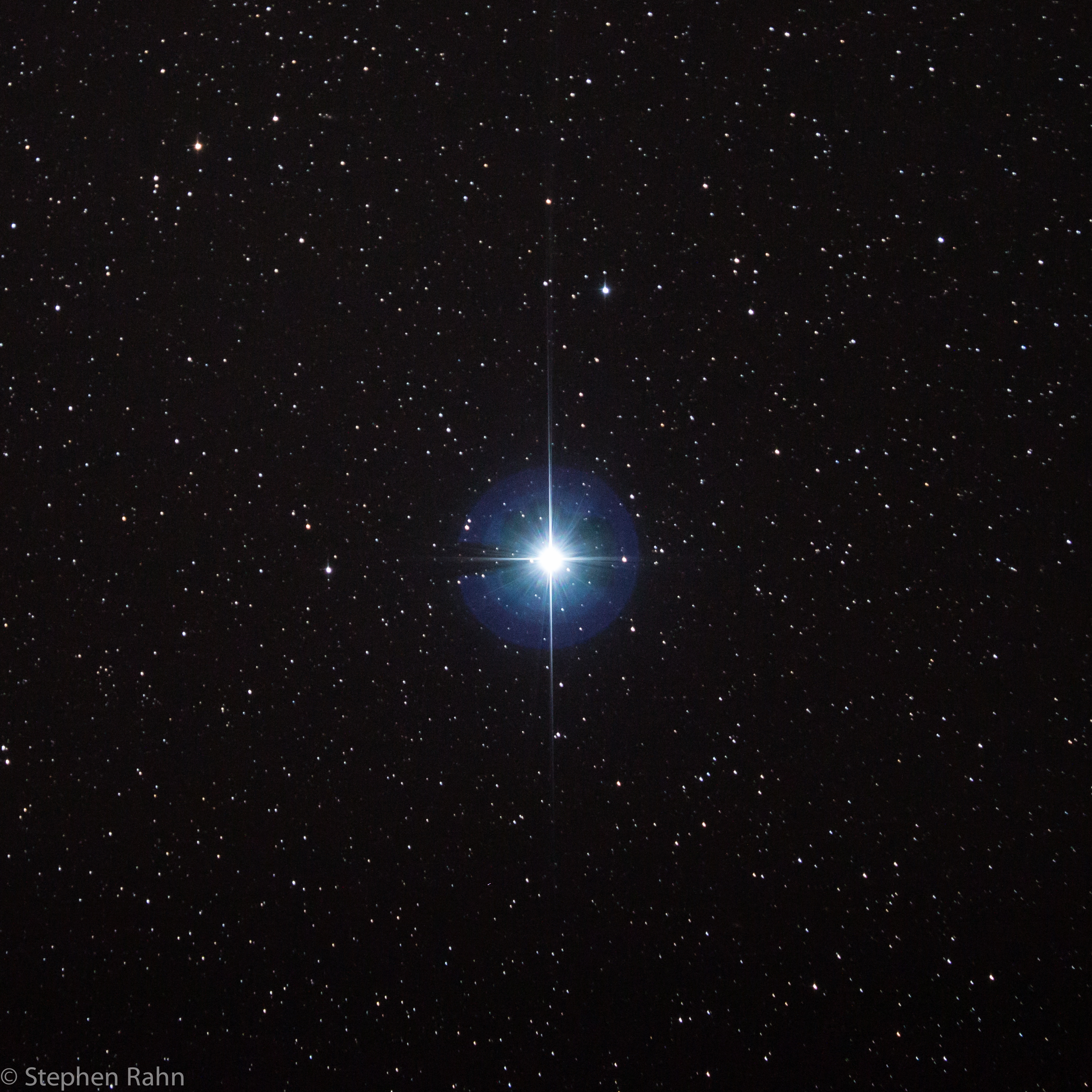
Astrofotografie Vegy

Počátky astrofotografie, fotografování nebeských objektů, jsou kladeny do roku 1840, kdy John William Draper pořídil první snímek Měsíce pomocí daguerrotypického procesu. Dne 17. července 1850 se Vega stala první vyfotografovanou hvězdou (jinou než Slunce), snímek pořídili William Bond a John Adams Whipple na Harvard College Observatory, rovněž s využitím daguerrotypie. Henry Draper pořídil první fotografii hvězdného spektra Vegy v srpnu 1872 a stal se také prvním vědcem, který ve spektru hvězdy objevil absorpční čáry. Podobné čáry již byly předtím identifikovány ve spektru Slunce. V roce 1879 použil William Huggins fotografie spektra Vegy a podobných hvězd k identifikaci souboru dvanácti „velmi silných čar“, společných pro tuto hvězdnou kategorii. Později byly identifikovány jako čáry Balmerovy série vodíku. Od roku 1943 slouží spektrum této hvězdy jako jeden ze stabilních kotevních bodů, podle nichž jsou klasifikovány další hvězdy.

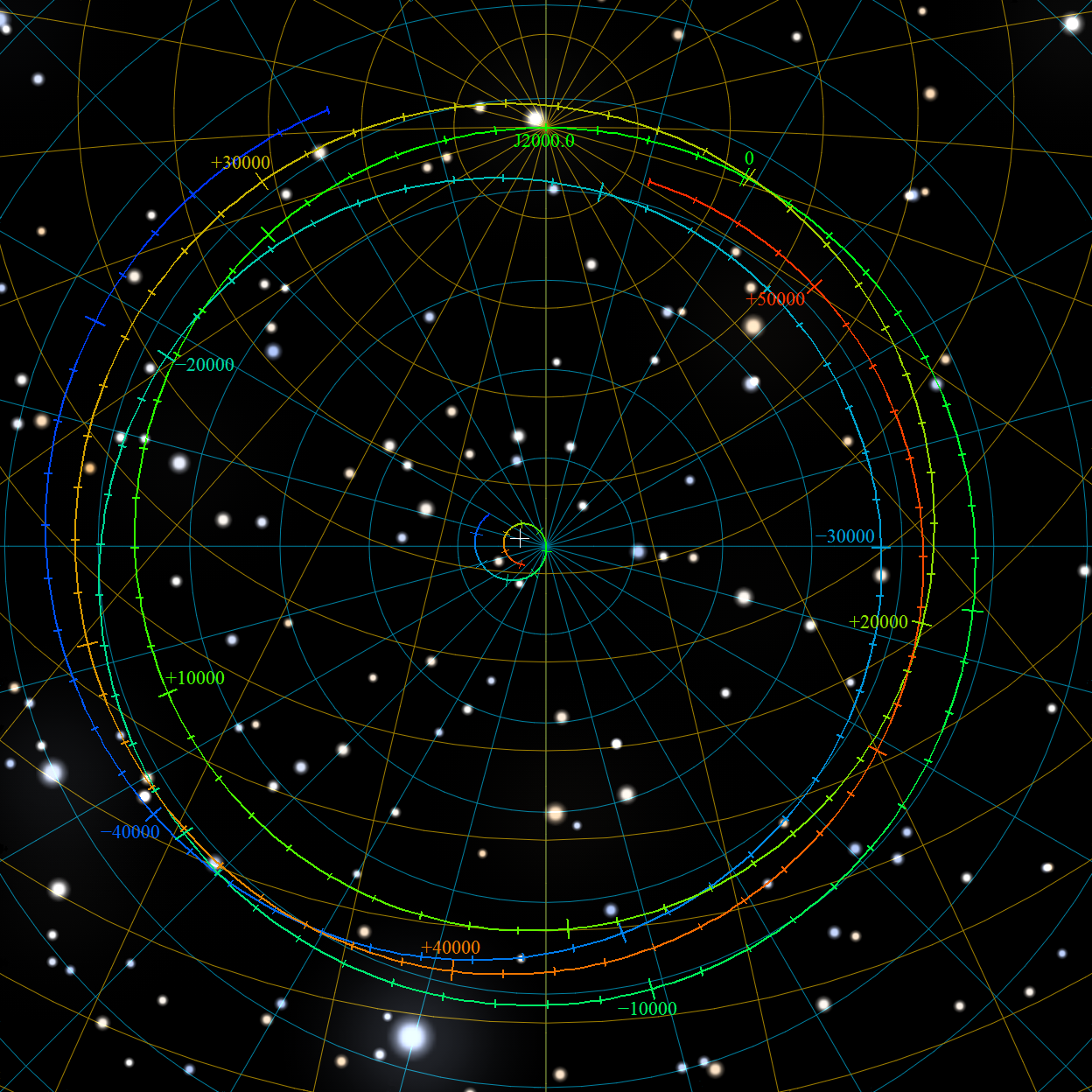
Projekce precesní dráhy severního pólu na pevné obloze epochy J2000.0 pro časový interval od 48000 př. n. l. do 52000 n. l.. Vega je jasná hvězda dole.

Vzdálenost Vegy od Země lze určit změřením paralaxy, posunu Vegy po obloze vůči hvězdám na pozadí, zatímco Země obíhá kolem Slunce. Prvním astronomem, který změřil paralaxu Vegy, byl Friedrich G. W. von Struve, který pro Vegu oznámil hodnotu 0,125 úhlové sekundy (0,125″). Friedrich Wilhelm Bessel byl skeptický, pokud jde o Struveho data, a když sám publikoval paralaxu 0,314″ pro hvězdný systém 61 Cygni, Struve upravil svou hodnotu pro paralaxu Vegy na téměř dvojnásobek původního odhadu. Tato změna vrhla na Struveho data další pochybnosti. Většina astronomů té doby – včetně Struveho – proto připsala zásluhy za první zveřejněný výsledek měření paralaxy Vegy Besselovi. Struveův původní výsledek však ve skutečnosti byl velmi blízký aktuálně uznávané hodnotě 0,129″ , odvozené od údajů zprostředkovaných astrometrickou družicí Hipparcos.
Jasnost hvězdy, při pohledu ze Země, se měří standardizovanou logaritmickou stupnicí. Tato zdánlivá velikost je číselná hodnota, která se snižuje s rostoucí jasností hvězdy. Nejslabší hvězdy viditelné pouhým okem jsou velikosti +6, zatímco nejjasnější hvězda na noční obloze, Sirius, má velikost −1,46. Pro standardizaci logaritmické stupnice zdánlivé hvězdné velikosti astronomové zvolili Vegu jako reprezentanta nulové velikosti na všech vlnových délkách. Proto byla Vega po mnoho let používána jako základ pro kalibraci stupnic absolutní fotometrické jasnosti. To však již neplatí, protože nulový bod stupnice zdánlivé hvězdné velikosti je nyní běžně definován pomocí konkrétního číselně specifikovaného toku. Tento přístup je pro astronomy výhodnější, protože Vega není vždy pro kalibraci k dispozici a její jasnost je proměnlivá.
Fotometrický UBV systém měří zdánlivou velikost hvězd pomocí ultrafialové, modré (blue) a vizuální magnitudy filtru a vytváří hodnoty U, B a V. Když byl fotometrický systém představen v 50. letech 20. století, byla Vega jednou ze šesti hvězd A0V, použitých k nastavení počátečních průměrných hodnot. Průměrné velikosti těchto šesti hvězd byly definovány jako: U − B = B − V = 0. Takže stupnice velikosti byla kalibrována tak, že zdánlivá velikost těchto hvězd je stejná ve žluté, modré a ultrafialové části elektromagnetického spektra. Vega má ve vizuální oblasti – v rozsahu vlnových délek 350–850 nanometrů, z nichž většinu lze vidět lidským okem – relativně ploché spektrum, takže hustota toku je zhruba stejná; 2000–4000 Jy. V infračervené oblasti však hustoto toku rychle klesá a v 5 mikrometrech je téměř 100 Jy.
Fotometrická měření Vegy během třicátých let 20. století ukázala, že hvězda vykazovala proměnnost s velikostí řádově ± 0,03 magnitud (přibližně ± 2,8 procenta jasnosti). Tato škála variability byla v té době na hranici pozorovacích schopnosti, a tak byla proměnnost Vegy předmětem sporů. Zdánlivá hvězdná velikost Vegy byla znovu změřena v roce 1981 na observatoři Davida Dunlapa a vykazovala jen malou proměnnost. Bylo tedy navrženo, že Vega vykazuje příležitostné pulzy s nízkou amplitudou příznačné pro hvězdy typu Delta Scuti. To je kategorie hvězd, které oscilují koherentním způsobem, což vede k periodickým pulzacím v jasnosti hvězdy. Přestože Vega vyhovuje fyzikálnímu profilu pro tento typ proměnných hvězd, jiní pozorovatelé žádnou takovou proměnlivost nezaznamenali. Údaje naznačující proměnlivost Vegy tak byla považovány za projev systematických chyb v měření. Článek z roku 2007, který však zkoumal tyto a další výsledky, však dospěl k závěru, že „konzervativní analýza výše uvedených výsledků naznačuje, že jasnost Vegy pravděpodobně vykazuje proměnnost s odchylkou 1 až 2 procenta od průměru, příležitostně až na 4 procenta od průměru". Článek z roku 2011 rovněž potvrzuje, že „byla potvrzena dlouhodobá (meziroční) proměnnost Vegy“.
Vega se stala první solitérní hvězdou hlavní posloupnosti po Slunci, u které byly zjištěny emise rentgenového záření. V roce 1979 je zachytil zobrazovací rentgenový dalekohled vypuštěný raketou Aerobee 350 z vojenské raketové základny ve White Sands. V roce 1983 se Vega stala první hvězdou, u které byl objeven prašný disk. Infračervený dalekohled satelitu IRAS objevil nadbytek infračerveného záření přicházejícího od hvězdy, což bylo přičítáno energii emitované obíhajícím prachem při jeho zahřívání hvězdou.

## Fyzikální charakteristika
Vega má spektrální třídu A0V, je modře zbarvená bílá hvězda hlavní posloupnosti, v jejímž jádru probíhá fúze vodíku na helium. Hmotnější hvězdy spotřebovávají své fúzní palivo rychleji než menší, takže Vega má předpokládanou dobu života asi miliardu let, desetinu doby života Slunce. Její současný věk je přibližně 455 milionů let,, což je asi polovina její očekávané doby života v hlavní posloupnosti. Po opuštění hlavní posloupnosti se Vega stane červeným obrem třídy M a zbaví se velké části své hmoty, až se nakonec stane bílým trpaslíkem. V současné době má Vega více než dvojnásobek hmoty Slunce a její zářivý výkon je asi 40krát větší než u Slunce. Protože se rychle otáčí a ze Země ji vidíme ze směru jednoho z pólů, je její zdánlivá svítivost, vypočtená za předpokladu, že její povrch má všude stejnou jasnost, přibližně 57krát vyšší než Slunce. Je-li Vega proměnnou hvězdou, je pravděpodobně typu Delta Scuti s periodou přibližně 0,107 dne.
Většina energie produkované v jádru Vegy vzniká uhlíko-dusíko-kyslíkovým cyklem (CNO cyklus), procesem jaderné fúze, při kterém vznikají jádra helia ze čtyř protonů a katalyzátory reakce jsou uhlík, dusík a kyslík. Tento proces se stává dominantním při teplotě asi 17 milionů stupňů, což je o něco víc než teplota slunečního jádra, ale je méně účinný než fúzní proton-protonový cyklus v Slunci. CNO cyklus je vysoce citlivý na teplotu, což má za následek konvektivní zónu kolem jádra, která rovnoměrně distribuuje „popel“ z fúzní reakce v oblasti jádra. Vrchní atmosféra je v radiační rovnováze. To je rozdíl vůči Slunci, které má radiační zónu soustředěnou kolem jádra a konvektivní zónu až nad ní.
Tok energie z Vegy byl přesně změřen vůči standardním světelným zdrojům. Při vlnové délce 5480 Å je spektrální intenzita záření 3 650 Jy s chybovým rozpětím 2 procenta. Vizuálnímu spektru Vegy dominují absorpční linie vodíku; konkrétně Balmerova série spektrálních čar ve spektru atomů vodíku, které vznikají při přechodu elektronů mezi druhou energetickou hladinou a vyššími hladinami. Spektrální čáry dalších prvků jsou relativně slabé, nejsilnější jsou čáry ionizovaného hořčíku, železa a chromu. Rentgenové emise z Vegy jsou velmi nízké, což ukazuje, že koróna hvězdy je velmi slabá nebo neexistuje. Pól Vegy je ale natočený k Zemi a okolo něj může existovat polární koronální díra, takže potvrzení korony jako pravděpodobného zdroje rentgenového záření detekovaného z Vegy (nebo oblasti jí velmi blízké) může být obtížné, protože většina koronálních rentgenových paprsků by nebyla emitována do našeho zorného pole.
Pomocí spektropolarimetrie detekoval tým astronomů na Observatoire du Pic du Midi na povrchu Vegy magnetické pole. Je to první detekce magnetického pole u hvězdy spektrální třídy A, která není Ap chemicky mimořádnou hvězdou. Průměrná složka tohoto pole má sílu −0,6±0,3 G. To je srovnatelné s průměrným magnetickým polem na Slunci. Pro Vegu bylo hlášeno magnetické pole zhruba 30 gaussů, ve srovnání s asi 1 gaussem pro Slunce. V roce 2015 byly na povrchu hvězdy detekovány jasné hvězdné skvrny – první taková detekce pro normální hvězdu typu A a je to důkazem rotace hvězdy s periodou 0,68 dne.

### Rotace

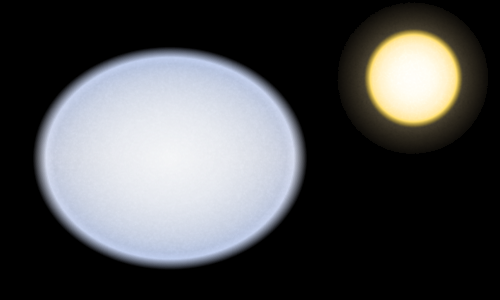
Srovnání velikostí Vegy (vlevo) a Slunce (vpravo)

Poloměr Vegy byl s vysokou přesností změřen interferometrem, vyšla neočekávaně velká odhadovaná hodnota 2,73 ± 0,01 násobku poloměru Slunce. To je o 60 procent více, než činí poloměr Siria, i když hvězdné modely naznačují, že poloměr Vegy by měl být větší pouze o 12 procent. Tento nesoulad však lze vysvětlit, pokud je Vega rychle se otáčející hvězdou, jejíž osa rotace směřuje do blízkosti Země (a je tedy k Zemi natočena jedním z pólů). Pozorování interferometrem CHARA v letech 2005–2006 tuto hypotézu potvrdila.
Osa otáčení Vegy a paprsek směřující k Zemi spolu svírají úhel menší než pět stupňů. Maximum odhadů rychlosti rotace pro Vegu je 236,2 ± 3,7 km/s podél rovníku, mnohem vyšší než pozorovaná (a tedy projektovaná) rotační rychlost, důsledek toho, že Vegu vidíme téměř přesně ve směru od pólu. Je to asi 88 procent rychlosti, při níž by se hvězda již začala rozpadat odstředivými efekty. Rychlá rotace Vegy vytváří výrazné rovníkové vydutí, takže poloměr jejího rovníku je o 19 procent větší než polární poloměr (odhadovaný polární poloměr Vegy je 2,362 ± 0,012 slunečních poloměrů, zatímco rovníkový poloměr je 2,818 ± 0,013 slunečních poloměrů). Ze Země je vyboulení pozorováno ve směru od pólu hvězdy a vede k příliš velkým odhadům jejího poloměru.
Povrchová gravitace je u pólů větší než u rovníku, což způsobuje rozdíly v efektivní teplotě nad hvězdou: polární teplota se pohybuje kolem 10 000 K, zatímco teplota na rovníku je asi 8152 K. Tento velký teplotní rozdíl mezi póly a rovníkem vede k silnému gravitačnímu ztemnění. Při pohledu od pólu to znamená větší ztemnění (pokles jasnosti) po obvodu hvězdného kotouče, než by se normálně očekávalo u sféricky symetrické hvězdy. Teplotní gradient může také znamenat, že Vega má konvektivní zónu kolem rovníku, zatímco zbývající část atmosféry bude pravděpodobně v téměř čisté radiační rovnováze. Podle von Zeipelova teorému je lokální svítivost vyšší u pólů. Pokud by tedy Vega byla k Zemi natočena rovníkem namísto pólu, byla by její celková jasnost nižší.
Protože Vega byla dlouho používána jako standardní hvězda pro kalibraci dalekohledů, objev, že se rychle otáčí, může zpochybnit některé základní předpoklady, které byly založeny na tom, že je sféricky symetrická. Znalost úhlu pohledu a rychlosti rotace Vegy umožní lepší kalibraci přístrojů.

### Výskyt prvků
V astronomii se prvky s vyšším atomovým číslem než helium nazývají „kovy“. Metalicita fotosféry Vegy dosahuje pouze 32 procent hojnosti těžkých prvků v atmosféře Slunce. Například Sirius má v porovnání se Sluncem metalicitu trojnásobnou. Na Slunci je hojnost prvků těžších než helium přibližně 1,27±0,02 procenta, u Vegy je to jen 0,54 procenta její hmotnosti.
Neobvykle nízká metalicita činí z Vegy hvězdu typu Lambda Bootis. Vznik a původ takových chemicky zvláštních hvězd spektrálních tříd A0-F0 však zůstává nejasný. Jednou z možností je, že tato chemická zvláštnost může být výsledkem difuze nebo úbytku hmotnosti, ačkoli hvězdné modely ukazují, že k tomu by mělo dojít až na konci života hvězdy, kdy jí dochází zásoby vodíku. Další možností je, že by se hvězda vytvořila z mezihvězdného plynu a prachu, které byly neobvykle chudé na kovy.
Pozorovaný poměr helia k vodíku u Vegy je 0,030±0,005, což je asi o 40 procent méně než u Slunce. To může být způsobeno vymizením konvektivní zóny helia v blízkosti povrchu. K přenosu energie místo toho dochází radiačním procesem, což může způsobovat anomálie v hojnosti kovů zásluhou difuze.

### Kinematika
Radiální rychlost je součástí pohybu hvězdy podél přímky k Zemi. Pohyb pryč od Země způsobí, že se světlo z hvězdy posune na nižší frekvenci (směrem k červené), pohyb k Zemi pak posun na vyšší frekvenci (směrem k modré). Radiální rychlost hvězdy tak může být vypočtena z naměřené velikosti rudého (nebo modrého) posuvu jejího spektra. Přesná měření tohoto posuvu dávají pro Vegu hodnotu −13,9±0,9 km/s. Znaménko minus znamená relativní pohyb směrem k Zemi.
Příčný pohyb po obloze způsobuje, že se poloha Vegy posouvá vzhledem k vzdálenějším hvězdám na pozadí. Pečlivé měření polohy hvězdy umožňuje vypočítat tento úhlový pohyb, známý jako vlastní pohyb. Vlastní pohyb Vegy je 202,03±0,63 milisekund za rok v rektascenzi a 287,47±0,54 ms/rok v deklinaci. Čistý vlastní pohyb Vegy je 327,78 ms/rok, což má za následek posun o úhlový stupeň každých 11 000 let.
V galaktickém souřadnicovém systému jsou složky prostorové rychlosti Vegy (U, V, W) = (−16,1± 0,3, −6,3±0,8, −7,7± 0,3) km/s, pro celkovou prostorovou rychlost 19 km/s. Radiální složka této rychlosti je ve směru ke Slunci 13,9 km/s, zatímco příčná rychlost je 9,9 km/s. Přestože Vega je v současné době pouze pátou nejjasnější hvězdou na noční obloze, pomalu se rozjasňuje, protože se blíží ke Slunci. Nejblíže Slunci bude odhadem za 264 000 let ve vzdálenosti perihelia 13,2 světelných let (4,04 kiloparseku). 
Na základě kinematických vlastností této hvězdy se zdá, že patří do hvězdné asociace zvané Kastorova pohybová skupina. Vega však může být mnohem starší než další hvězdy této asociace, takže členství zůstává nejisté. Asociace obsahuje asi 16 hvězd, včetně Alfy Vah, Alfy Cefea, Castora, Fomalhautu a Vegy. Všichni členové skupiny se pohybují vesmírem téměř stejným směrem a podobnou rychlostí. Mají společný původ v otevřené hvězdokupě, ale ztratili vzájemnou gravitační vazbu. Odhadovaný věk Kastorovy pohybové skupiny je 200±100 milionů let a průměrná prostorová rychlost jejích hvězd je 16,5 km/s.

## Možnost planetárního systému

### Infračervený přebytek

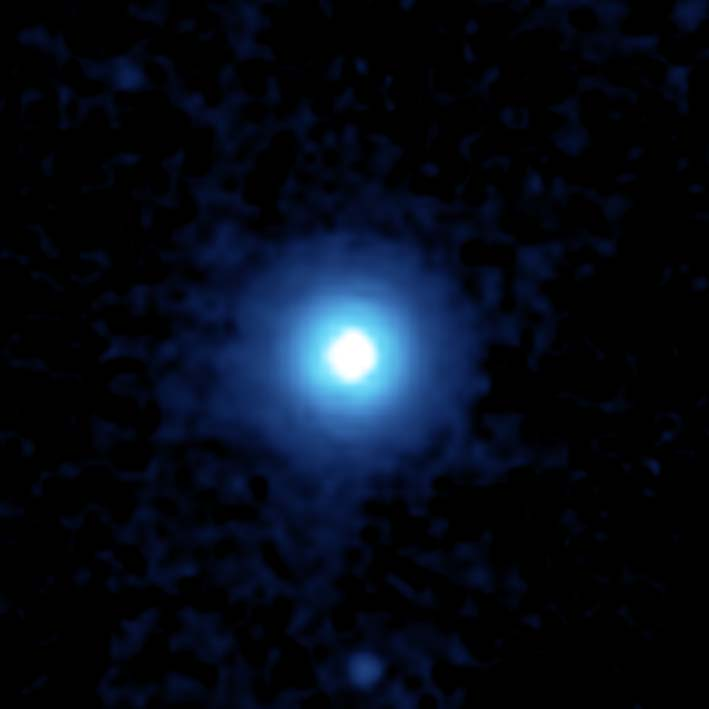
Infračervený (24 μm) obraz disku kolem Vegy

Jedním z prvních výsledků infračerveného astronomického satelitu (IRAS) byl objev nadměrného infračerveného toku přicházejícího z Vegy, který značně přesáhl hodnoty, které by se daly očekávat pouze od hvězdy. Tento přebytek byl naměřen na vlnových délkách 25, 60 a 100 μm a pocházel z oblasti o úhlovém poloměru 10 úhlových vteřin (10″) se středem ve hvězdě. Při započtení vzdálenosti Vegy od Země to odpovídá skutečnému poloměru 80 astronomických jednotek (AU), kde AU je střední vzdálenost Země od Slunce. Byla vyslovena hypotéza, že toto záření pochází z pole obíhajících částic s rozměrem řádově milimetr, protože cokoli menšího by nakonec bylo ze systému vyhnáno radiačním tlakem nebo by bylo vtaženo do hvězdy působením Poyntingova-Robertsonova efektu. Ten je výsledkem radiačního tlaku vytvářejícího účinnou sílu, která působí proti orbitálnímu pohybu prachové částice a způsobuje, že padá spirálou na hvězdu. Tento efekt je nejvýraznější u malých částic, které jsou blíže ke hvězdě.
Následná měření u Vegy na vlnové délce 193 μm ukázala nižší než očekávaný tok hypotetických částic, podle výsledků by jejich velikost měla být řádově 100 μm nebo méně. V takovém případě by pro udržení tohoto množství prachu na oběžné dráze kolem Vegy bylo zapotřebí nepřetržitého zdroje doplňování. Navrhovaným mechanismem pro udržování množství prachu byl planetární disk v procesu formování planety, již částečně zkolabovaný. Modely sestavené na základě naměřených údajů o rozložení prachu kolem Vegy naznačují, že se jedná o kruhový disk o poloměru 120 AU, při pohledu ze Země nahlížený od pólu. Kromě toho je ve středu disku otvor s poloměrem nejméně 80 AU.
Po objevení infračerveného přebytku kolem Vegy byly nalezeny další hvězdy vykazující podobnou anomálii, kterou lze přičíst emisím prachu. Od roku 2002 bylo objeveno přibližně 400 podobných hvězd, které se nazývají „Veze podobné“ nebo „s přebytkem jako Vega“. Předpokládá se, že by mohly poskytnout klíč k původu Sluneční soustavy.

### Prstenec prašných částic

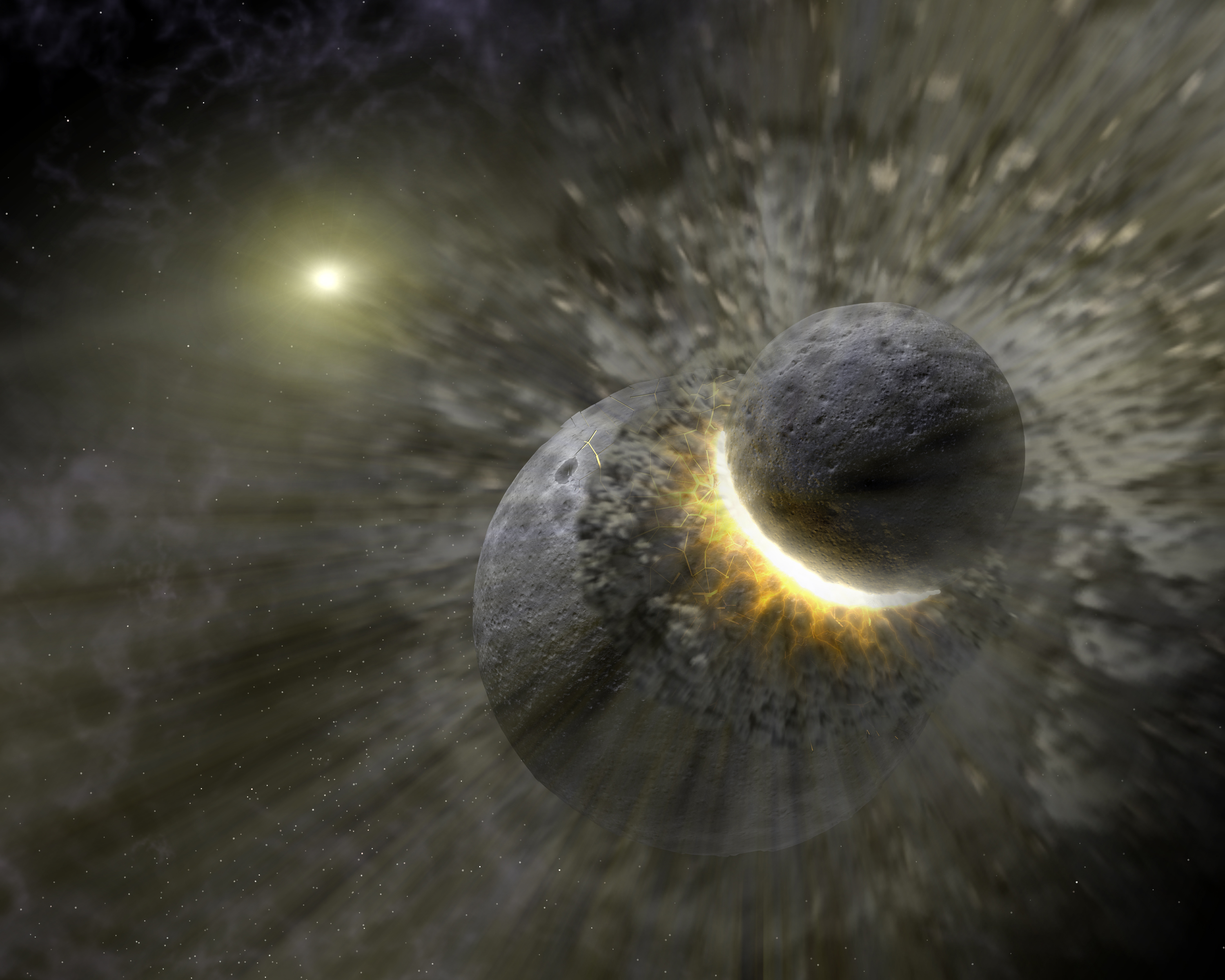
Představa umělce o intenzivních srážkách trpasličích planet okolo Vegy

V roce 2005 vyfotografoval Spitzerův vesmírný dalekohled ve vysokém rozlišení infračervené snímky prachu kolem Vegy. Ukázalo se, že se rozprostírá do vzdálenosti 43″ (330 AU) na vlnové délce 24 μm, 70″ (543 AU) na 70 μm a 105″ (815 AU) na 160 μm. Bylo zjištěno, že tyto mnohem širší disky jsou kruhové a bez shluků, s částicemi prachu o velikosti v rozmezí 1–50 μm. Odhadovaná celková hmotnost tohoto prachu je 3×10−3 (tři tisíciny) hmotnosti Země. Taková produkce prachu by vyžadovala srážky mezi asteroidy v populaci odpovídající Kuiperově pásu kolem Slunce. Prach je tedy spíše vytvářen prašným diskem kolem Vegy, než že by byl produktem činnosti protoplanetárního disku, jak se dříve myslelo.
Vnitřní hranice prašného disku byla odhadnuta na 11″±2″ neboli 70–100 AU. Prašný disk vzniká, jak radiační tlak od Vegy tlačí trosky z kolizí větších těles směrem ven. Nepřetržitá produkce pozorovaného množství prachu za celou dobu života Vegy by však vyžadovala obrovskou počáteční hmotu – odhadovanou na sto hmot Jupitera. Proto je pravděpodobnější, že prašný disk vznikl v důsledku relativně nedávného rozpadu středně velké (nebo větší) komety nebo asteroidu, který se pak dále fragmentoval v důsledku kolizí mezi menšími úlomky a jinými tělesy. Takový prachový disk by byl v časovém měřítku věku hvězdy relativně mladý a nakonec by zanikl, pokud by další kolizní události nedodaly nový prach.
Pozorování, nejprve interferometrem Palomar Testbed od Davida Ciardiho a Gerarda van Belle v roce 2001 a později potvrzená pomocí CHARA array na observatoři Mount Wilson v roce 2006 a dále infračerveným optickým dalekohledem na Mount Hopkins v roce 2011, přinesla důkazy o dalším, vnitřním prachovém prstenci kolem Vegy. Tento exozodiacký (zvířetníkový) prach v okruhu do 8 AU od hvězdy může být důkazem dynamických poruch v systému. Je obvykle produktem intenzivních srážek nebo nárazů komet a meteoroidů, což by bylo důkazem možné existence planetárního systému.

### Možné planety

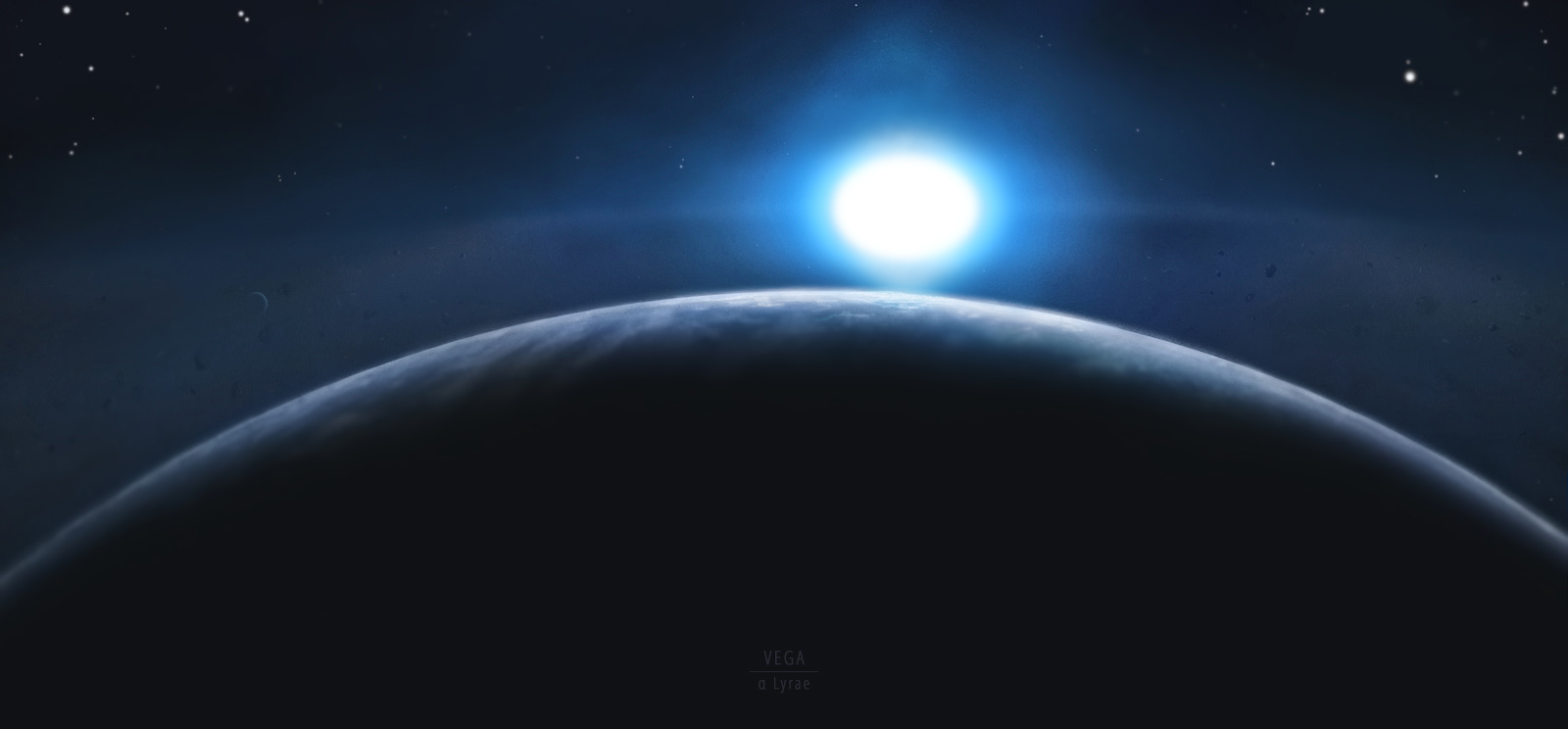
Umělecká představa planety na oběžné dráze Vegy

Z pozorování dalekohledu James Clerk Maxwell Telescope v roce 1997 vyplynula „protáhlá světlá centrální oblast“, která vrcholila na 9″ (70 AU) na severovýchod od Vegy. Byla předpokládána porucha prachového disku planetou nebo jiným obíhajícím objektem, který byl obklopen prachem. Snímky z Keckova dalekohledu však vyloučily společníka až do 16. magnitudy, což by odpovídalo tělesu s více než 12násobkem hmotnosti Jupitera. Astronomové z Joint Astronomy Centre na Havaji a na UCLA navrhli, že snímek naznačuje, že planetární systém je stále ve stadiu formování.
Určení povahy planety nebylo jednoduché; práce z roku 2002 předpokládala, že shluky jsou způsobeny planetou zhruba o hmotnosti Jupitera na excentrické oběžné dráze. Prach by se shromažďoval na oběžných drahách, které vykazují dráhovou rezonanci s planetou – kde jejich oběžné doby tvoří celočíselné zlomky s oběžnou dobou planety – což by vedlo k výsledným shlukům hmoty.
V roce 2003 se předpokládalo, že tyto shluky mohla způsobit planeta hmotnosti zhruba Neptunu, která se během 56 miliónů let přesunula ze 40 na 65 AU od Vegy. Tato oběžná dráha má dostatečně velký poloměr, aby umožnila vytvoření menších kamenitých planet blíže k Veze. Migrace této planety by pravděpodobně vyžadovala gravitační interakci s další planetou vyšší hmotnosti na bližší oběžné dráze. 
Použitím Koronografu na dalekohledu Subaru na Havaji v roce 2005 dokázali astronomové dále omezit velikost planety obíhající Vegu na maximálně 5–10násobek hmotnosti Jupiteru. Otázka možných shluků uvnitř disku s troskami byla v roce 2007 znovu přezkoumána pomocí novějších a citlivějších přístrojů interferometru na Plateau de Bure. Pozorování ukázala, že prstenec úlomků je hladký a symetrický. Nebyly nalezeny žádné doklady o dříve zmiňovaných shlucích, což zpochybnilo hypotetickou obří planetu. Hladká struktura byla potvrzena v následných pozorováních Hughesové et al. (2012) i Herschelovou vesmírnou observatoří.
Přestože kolem Vegy doposud žádná planeta pozorována nebyla, nelze zatím přítomnost planetárního systému vyloučit. Mohly tam být menší, terestrické planety obíhající blíže ke hvězdě. Sklon planetárních drah kolem Vegy by byl pravděpodobně shodný s rovinou rovníku hvězdy.
Z pohledu pozorovatele na hypotetické planetě kolem Vegy by se Slunce nacházelo v souhvězdí Holubice jako slabá hvězda o velikosti 4,3 magnitudy.